# André Roffi
André Roffi (André Joseph Roffi Farrade; * 27. August 1882 in Saint-Cloud; † 30. Dezember 1948 in Le Bourget) war ein französischer Marathonläufer.
Bei den Olympischen Zwischenspielen 1906 in Athen wurde er Achter in 3:17:49,8 h.